# Hendrik Manfried Haus
Hendrik Manfried Haus (Bergen op Zoom, 5 juni 1803 – Utrecht, 13 mei 1843) was een Nederlands kunstschilder.

## Geschiedenis
Er is weinig bekend over zijn leven. Volgens de doopakte uit 1803 werden Hendrik en zijn tweelingzus Maria geboren uit Frans Joseph Haus en Barbara Fehr. Hij trouwde in 1837 in Den Haag met Elisabeth Catharina van der Grijp. Het echtpaar kreeg achtereenvolgens twee dochters; de eerste overleed kort na de geboorte, de tweede toen ze drie jaar oud was. In het archief van het Rijksmuseum bevindt zich een brief uit 1840 van zijn hand waarin hij meldt dat hij en zijn vrouw al enige tijd onder geneeskundige behandeling staan, hij biedt een schilderij aan in de hoop dat de ontvanger het zal kopen. 
De Nederlandse kunsthandelaar en schrijver Pieter A. Scheen schreef over hem:
Hij ontving zijn opleiding in Den Haag, waar hij in de bevolkingsregisters van 1823 en 1830 voorkomt, en verhuisde rond 1835 naar Utrecht. Hij werkte voornamelijk op kleine formaten in olieverf op paneel, doek en koper en schilderde winter- en zomerlandschappen in de trant van Andreas Schelfhout. Zijn werken werden tentoongesteld in Den Haag in 1837, Amsterdam in 1841, en Rotterdam in 1840 en 1848.
Haus overleed op 39-jarige leeftijd in Utrecht. Hoewel hij relatief onbekend is, zijn er sinds 1989 meer dan twintig van zijn werken op veilingen aangeboden. De meeste van deze werken werden buiten Nederland geveild, met name in Duitsland, Oostenrijk, Zwitserland, Frankrijk en de Verenigde Staten. De hoogste prijs die voor zijn werk werd geboden was voor een werk met de afmetingen 32,5 × 43,5 cm getiteld Ruiters in een dorp bij Dorotheum in Wenen, Oostenrijk (2005). Het Centraal Museum in Utrecht heeft verschillende van zijn werken in de collectie.
- Biografisch Portaal: 87041896
- International Standard Name Identifier: 0000 0003 9117 4470
- Nederlandse Thesaurus van Auteursnamen: 070076669
- RKD-Nederlands Instituut voor Kunstgeschiedenis: 36492
- Union List of Artist Names: 500088666
- Virtual International Authority File: 284937777
- WorldCat: E39PBJvd4hhPTfrcD9cdtGppT3